# Je pense à vous (film, 2006)
Pour les articles homonymes, voir Je pense à vous.
Pour plus de détails, voir Fiche technique et Distribution.
Je pense à vous est un film français réalisé par Pascal Bonitzer, sorti en 2006.

## Synopsis
L'histoire est un chassé-croisé amoureux : Hermann, éditeur bobo, s'apprête à sortir le nouveau livre de son poulain et ami, Worms. Le problème est que ce roman comporte des éléments autobiographiques concernant l'ex-fiancée de l'écrivain, Diane, devenue entre-temps la femme de l'éditeur. Cette dernière s'apprête à ester en justice pour empêcher la sortie du brulôt lorsque, par une indiscrétion de Worms, elle apprend que Hermann a récemment revu sa précédente compagne et le lui a caché. Cette « trahison » va sérieusement bouleverser la vie du couple.
Parallèlement, Herman est harcelé par Anne, qui souffre d'un déséquilibre psychologique depuis leur rupture. La situation, déjà tendue, se complique encore avec l'apparition du médecin traitant d'Anne, qui est aussi son mari. Dans cette atmosphère délétère, les sentiments sont exacerbés et les ressentiments longtemps enfouis ressurgissent.

## Fiche technique
- Réalisation : Pascal Bonitzer
- Scénario : Pascal Bonitzer et Marina de Van
- Production : Philippe Liégeois et Jean-Michel Rey
- SOFICA : Banque Populaire Image 7, Cofinova 3
- Musique : Alexei Aigui
- Photographie : Marie Spencer
- Montage : Monica Coleman
- Pays d'origine :  France
- Format : couleur
- Genre : comedie dramatique
- Durée : 82 minutes
- Distributeur : K-Films Amérique (Québec)
- Dates de sortie : 29 novembre 2006 (France), 2 mars 2007 (Québec)

## Distribution
- Édouard Baer : Hermann
- Géraldine Pailhas : Diane
- Marina de Van : Anne
- Charles Berling : Worms
- Hippolyte Girardot : Antoine Carré
- Philippe Caroit : Maître Rivière
- Dominique Constanza : Geneviève
- Dinara Droukarova : Macha
- Agathe Bonitzer : la fille de Hermann
- Iliana Lolitch : Myriam

## Autour du film
- Le scénario s'inspire en partie d'une mésaventure arrivée au réalisateur. En 2004, la romancière Christine Angot avait publié Les Désaxés, chronique d'un couple sur le déclin. Pascal Bonitzer et Sophie Fillières, sa compagne de l'époque, s'étaient reconnus dans ce portrait.